# Conceição da Barra de Minas
Conceição da Barra de Minas är en kommun i Brasilien.   Den ligger i delstaten Minas Gerais, i den sydöstra delen av landet, 700 km sydost om huvudstaden Brasília. Antalet invånare är 3 961.
Omgivningarna runt Conceição da Barra de Minas är huvudsakligen savann. Runt Conceição da Barra de Minas är det glesbefolkat, med 14 invånare per kvadratkilometer.